# Sakrau (Gogolin)
Sakrau (auch Sackrau oder Sacrau, polnisch Zakrzów) ist ein Ort in der Stadt- und Landgemeinde Gogolin im Powiat Krapkowicki der Woiwodschaft Opole (Oppeln) in Polen.

## Geographie
Das Angerdorf Sakrau liegt fünf Kilometer östlich von Gogolin, zehn Kilometer östlich von Krapkowice (Krappitz) und 33 Kilometer südöstlich von Opole (Oppeln) im Schlesischen Hochland (polnisch Wyżyna Śląska) am westlichen Rand des Landschaftsschutzgebietes Park Krajobrazowy Góra Świętej Anny. Südlich von Sakrau verläuft die Autobahn A4.
Nachbarorte von Sakrau sind im Westen die Stadt Gogolin, im Norden Dombrowka (Dąbrówka) und im Südosten Jasiona (Jeschona).

## Geschichte

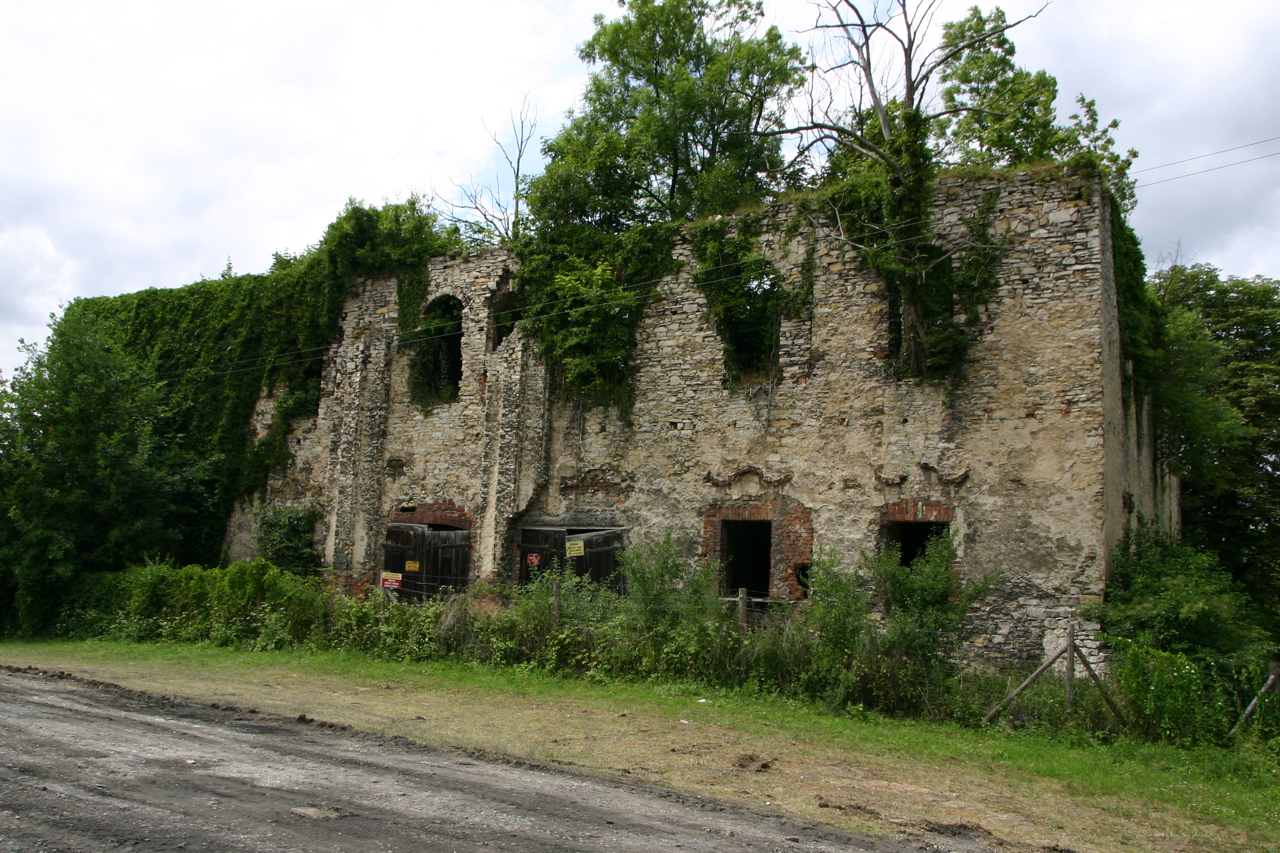
Ruinen der Burg Sakrau

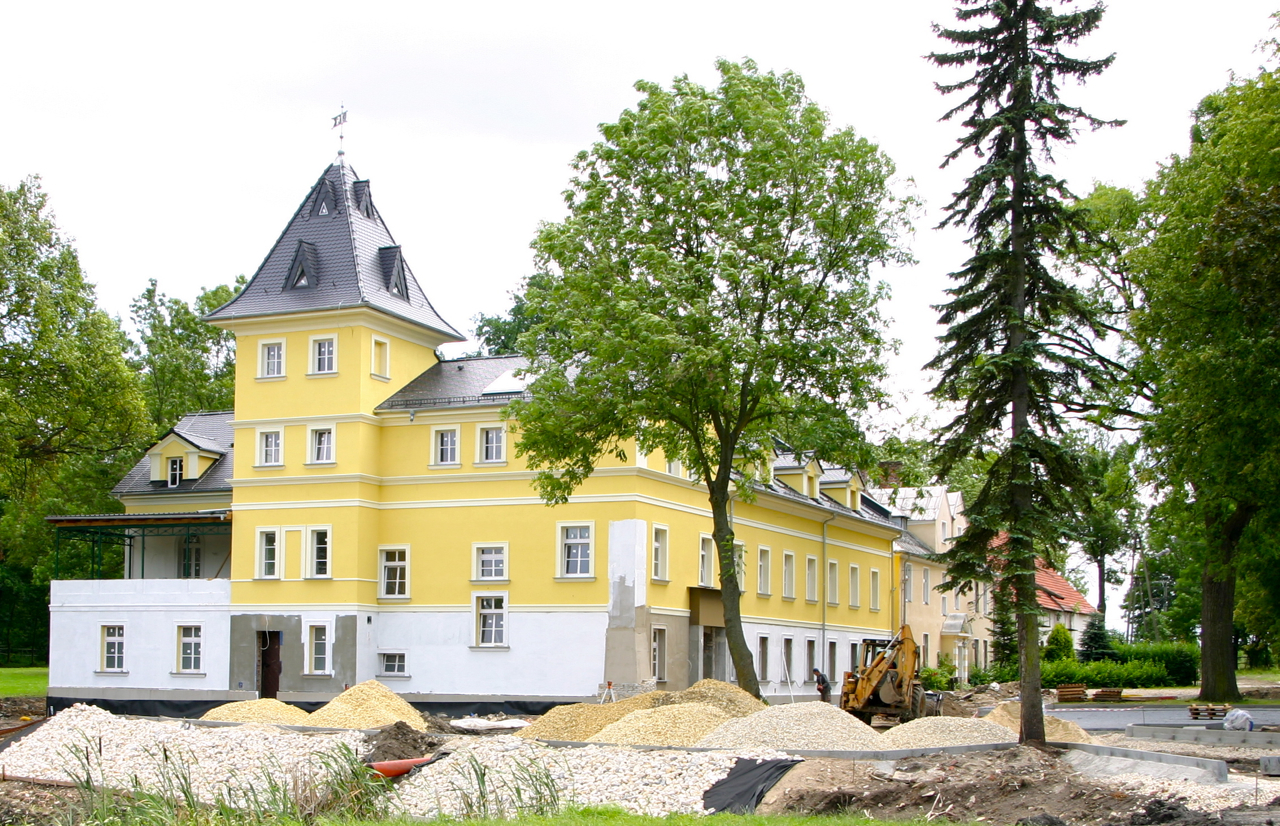
Schloss Sakrau

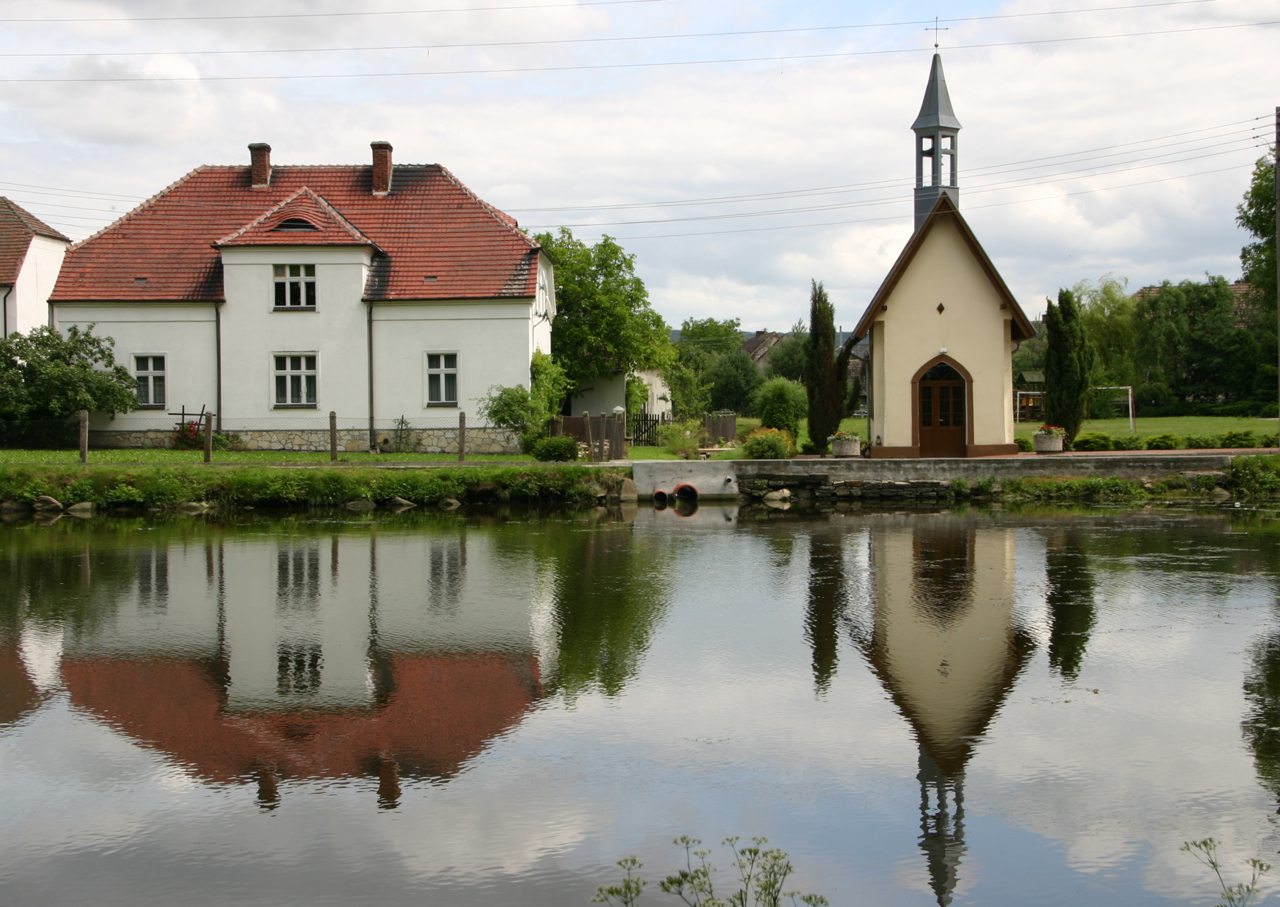
Eine Kapelle in Sakrau

Der Ort wurde 1398 erstmals urkundlich als Zackraw erwähnt. 1445 erfolgte die Erwähnung als Zackraw sowie 1531 als Zakrzow.
Nach dem Ersten Schlesischen Krieg fiel Sakrau 1742 mit dem größten Teil Schlesiens an Preußen. 1783 hatte das Dorf 201 Einwohner.
Nach der Neuorganisation der Provinz Schlesien gehörte die Landgemeinde Sakrau ab 1816 zum Landkreis Groß Strehlitz im Regierungsbezirk Oppeln. 1845 bestanden in Ort ein Schloss, drei Vorwerke, eine Brauerei, eine Brennerei und 16 Häuser. Im gleichen Jahr zählte Sakrau 115 Einwohner, davon einer evangelisch. 1861 waren es 150 Einwohner. 1865 hatte der Ort vier Bauern-, 17 Gärtner- und neun Häuslerstellen sowie drei Wassermühlen. Eingepfarrt waren die Bewohner nach Jeschona. 1874 wurde der Amtsbezirk Gogolin gebildet, dem die Landgemeinden Dombrowka, Gogolin, Goradze und Sakrau sowie die Gutsbezirke Dombrowka, Gogolin Vorwerk, Goradze Vorwerk und Oberhof eingegliedert wurden.
Bei der Volksabstimmung in Oberschlesien am 20. März 1921 stimmten 53 Wahlberechtigte für einen Verbleib bei Deutschland und 101 für Polen; im Gutsbezirk stimmten 120 für Deutschland und 90 für Polen. Sakrau verblieb beim Deutschen Reich. 1933 wurden 668 Einwohner gezählt, 1939 waren es 685 Einwohner. Bis 1945 befand sich der Ort im Landkreis Groß Strehlitz.
1945 kam der bisher deutsche Ort unter polnische Verwaltung und wurde in Zakrzów umbenannt und der Woiwodschaft Schlesien angeschlossen und 1950 Woiwodschaft Opole eingegliedert. Seit 1999 gehört es zum Powiat Krapkowicki. Am 30. April 2010 erhielt der Ort zusätzlich den amtlichen deutschen Ortsnamen Sakrau.

## Sehenswürdigkeiten
- Burgruine
- Schloss Sakrau
- Steinerne Kapelle mit Gefallenendenkmal
- Dorfteich

## Vereine
- Deutscher Freundschaftskreis
- Freiwillige Feuerwehr OSP Zakrzów

## Söhne und Töchter des Ortes
- Karl von Strachwitz (1809–1872), preußischer Generalmajor
- Wolff von Graeffendorff (1876–1945), deutscher Oberst